# Плиска капська
Плиска капська (Motacilla capensis) — вид горобцеподібних птахів родини плискових (Motacillidae).

## Поширення
Поширений в східній і південній Африці від Уганди, східної ДР Конго і Кенії, через Замбію й Анголу до мису Доброї Надії. Мешкає на відкритих місцевостях неподалік води.

## Підвиди
Виділяють три підвиди:
- Motacilla capensis subsp. simplicissima Neumann, 1929 — від Анголи до південно-східної ДРК, Замбії, смуги Капріві, північної Ботсвани та західного Зімбабве;
- Motacilla capensis subsp. capensis Linnaeus, 1766 — Намібія, ПАР, Лесото, Есватіні, Зімбабве та центральний Мозамбік;
- Motacilla capensis subsp. wellsi Ogilvie-Grant, 1911 — нагір'я Східної ДРК, Бурунді, Руанда, Уганда та захід Кенії.